# Teorema de Stolz-Cesàro
En matemáticas, el teorema de Stolz-Cesàro es un criterio para probar la convergencia de una sucesión. Su aplicación permite la resolución de algunos tipos de indeterminaciones. Este teorema puede ser visto en cierta forma como una generalización del promedio de Cesàro. Recibe su nombre por los matemáticos Otto Stolz y Ernesto Cesàro.

## Criterio de Stolz del cociente
Sean {\displaystyle \{a_{n}\}\ } y {\displaystyle \{b_{n}\}\ } dos sucesiones tales que:

- {\displaystyle \lim _{n\to \infty }a_{n}=0}, {\displaystyle \{b_{n}\}\ } es monótona decreciente y {\displaystyle \lim _{n\to \infty }b_{n}=0}

o bien
- {\displaystyle \{b_{n}\}\ } es monótona creciente y divergente a {\displaystyle +\infty \ }.
- {\displaystyle \lim _{n\to \infty }{\frac {a_{n+1}-a_{n}}{b_{n+1}-b_{n}}}=\lambda ,~\lambda \in \mathbb {R} }

Entonces, el límite: 
{\displaystyle \lim _{n\to \infty }{\frac {a_{n}}{b_{n}}}=\lambda }
Es utilizado frecuentemente para resolver indeterminaciones del tipo {\displaystyle {\frac {\infty }{\infty }}}.Otra forma de enunciación es la siguiente:
Sean {\displaystyle (a_{n})_{n\geq 1}} y {\displaystyle (b_{n})_{n\geq 1}} dos sucesiones de números reales. Asumiendo que {\displaystyle (b_{n})} sea positiva, estrictamente creciente y no acotada y que exista el siguiente límite:
{\displaystyle \lim _{n\to \infty }{\frac {a_{n+1}-a_{n}}{b_{n+1}-b_{n}}}=l.}
Entonces podemos asegurar que el límite
{\displaystyle \lim _{n\to \infty }{\frac {a_{n}}{b_{n}}}}
existe y es igual a {\displaystyle l} siempre y cuando el denominador sea distinto de cero.

## Criterio de Stolz de la raíz
Sean {\displaystyle \{a_{n}\}\ } y {\displaystyle \{b_{n}\}\ } dos sucesiones tales que,
- {\displaystyle a_{n}>0,\forall n\in \mathbb {N} }
- {\displaystyle b_{n}\ } es monótona creciente y divergente {\displaystyle (b_{n}>0,\forall n)}
- {\displaystyle \lim _{n\to \infty }{\sqrt[{b_{n+1}-b_{n}}]{\frac {a_{n+1}}{a_{n}}}}=\lambda ,\lambda \in \mathbb {R} }

Entonces,
{\displaystyle \lim _{n\to \infty }{\sqrt[{b_{n}}]{a_{n}}}=\lambda }

## Forma general
La forma general del teorema de Stolz–Cesàro es la siguiente:
Si {\displaystyle (a_{n})_{n\geq 1}} y {\displaystyle (b_{n})_{n\geq 1}} son dos sucesiones tales que {\displaystyle (b_{n})_{n\geq 1}} es monótona y no acotada, entonces:
{\displaystyle \liminf _{n\to \infty }{\frac {a_{n+1}-a_{n}}{b_{n+1}-b_{n}}}\leq \liminf _{n\to \infty }{\frac {a_{n}}{b_{n}}}\leq \limsup _{n\to \infty }{\frac {a_{n}}{b_{n}}}\leq \limsup _{n\to \infty }{\frac {a_{n+1}-a_{n}}{b_{n+1}-b_{n}}}.}

## Ejemplos

### Criterio del cociente
El criterio de Stolz del cociente permite demostrar la convergencia a {\displaystyle 1/3} de la sucesión dada por
{\displaystyle x_{n}={\frac {1^{2}+2^{2}+\cdots +n^{2}}{n^{3}}}}
Para ello, se considera la sucesión del numerador, {\displaystyle a_{n}=1^{2}+2^{2}+\cdots n^{2}}, y la del denominador, {\displaystyle b_{n}=n^{3}} (es monótona creciente y divergente a {\displaystyle +\infty }). Por aplicación del criterio, 
{\displaystyle \lim _{n\to \infty }x_{n}=\lim _{n\to \infty }{\frac {a_{n+1}-a_{n}}{b_{n+1}-b_{n}}}={\frac {1}{3}}}

### Criterio de la raíz
Por el criterio de la raíz, se tiene el siguiente límite:
{\displaystyle \lim _{n\to \infty }{\sqrt[{n}]{n^{2}+1}}=1}
Para demostrarlo, es suficiente considerar que la sucesión {\displaystyle a_{n}=n^{2}+1} y tener en cuenta que 
{\displaystyle \lim _{n\to \infty }{\frac {a_{n}}{a_{n-1}}}=1}